# Opus Dei
Опус Деі, Діло Боже (лат. Opus Dei, Praelatura Sanctae Crucis et Operis Dei, повна назва Прелатура Святого хреста і Діло Боже) — світська католицька організація консервативного спрямування. Є інститутом Римо-католицької церкви, яка навчає, що кожну людину покликано до святості, а звичайне життя — це шлях до святості. Більшість її членів — миряни, зі світськими священиками під управлінням прелата, обраного окремими членами й призначеного Папою. «Opus Dei» латинською означає «Діло Бога»; отже, організація часто згадуються членами та прихильниками як «Робота».
Організація була заснована в Мадриді 2 жовтня 1928 року іспанським священником Хосе Марія Ескріва й одержала папське благословення від Пія XII 1950 року. 1982 р. Opus Dei стала персональною прелатурою.
На момент 2016 р. налічувалося 94776 членів Прелатури: 92 667 мирян і 2099 священиків (94 776). Ці цифри не включають єпархіальних священиків священичого товариства Святого Хреста «Opus Dei», які, за підрахунками, склали 2000 у 2005 р.. Члени входять у понад 90 країн. Близько 70 % членів «Opus Dei» проживають у своїх приватних будинках, провідні традиційні сім'ї католиків живуть світською кар'єрою, а інші 30 % — у целібаті, з яких більшість проживає в центрах «Opus Dei». Окрім власної благодійності та соціальної праці, учасники «Opus Dei» організовують тренінги з католицької духовності, що застосовуються до повсякденного життя; члени залучені до роботи університетів, шкіл, видавництв, лікарень, а також технічних і сільськогосподарських навчальних центрів.
Фактично місія і причина виникнення Опус Деї - спротив лібералізму та комунізму і порятунок церкви від ліберальних течій типу "теології визволення" всередині самої РКЦ.

## Доктрина

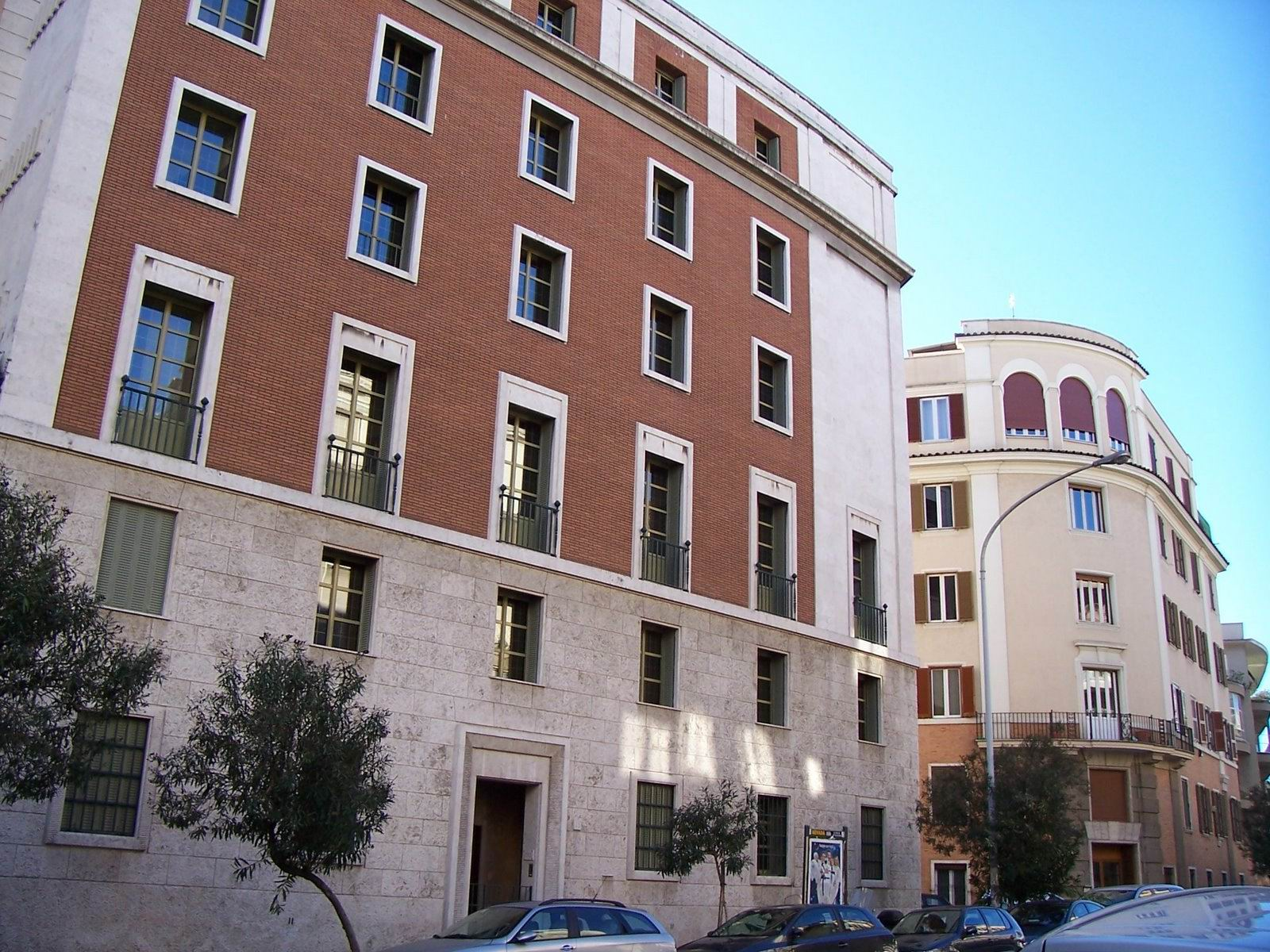
Центральний офіс «Opus Dei» у м. Римі

Opus Dei — це організація Католицької церкви. Поділяє вчення Католицької церкви.
Опус Деі підкреслює деякі аспекти католицької доктрини. Центральною рисою її теології є спрямованість на життя звичайних католиків, які не є священиками чи ченцями. Опус Деі підкреслює «загальний заклик до святості»: віра в те, що кожна людина має прагнути бути святим згідно з заповіддю Ісуса «Любити Бога всім своїм серцем» (Матвія 22:37) і «Будьте досконалі, як ваш небесний Отць». (Матвія 5:48). Також вчить, що святість знаходиться в межах досяжності кожного, а не лише у кількох особливих осіб, з огляду на вчення Ісуса про те, що його вимоги є «легкими», оскільки забезпечена Його божественною допомогою (Матвій 11:28–30).
У Opus Dei немає ченців або черниць, і лише меншість її членів є священиками. Opus Dei підкреслює об'єднання духовного життя з професійним, соціальним та сімейним життям. Члени Opus Dei ведуть звичайне життя в традиційних сім'ях та мають світську кар'єру і прагнуть «освятити звичайне життя». Дійсно, Папа Іван Павло II назвав Ескріву «святим звичайного життя».
Наголошує на важливості праці та професійної компетентності. Хоча деякі релігійні інститути заохочують своїх членів відійти від матеріального світу, Опус Деі закликає своїх членів і всіх католиків «знайти Бога в повсякденному житті» і виконувати свою роботу добре як службу суспільству та гідну пропозицію Богові. Опус Деі вчить, що робота не лише сприяє соціальному прогресу, а й є «шляхом до святості», а його засновник порадив людям: «Освятити свою роботу, освятити себе своєю працею, освятити інших через свою роботу».
Біблійні корені цієї католицької доктрини, за словами засновника, містяться у фразі «Бог створив людину для праці» (Буття 2:15) і було довге життя Ісуса як звичайного теслі у маленькому містечку. Засновник наголосив на обов'язку християн слідувати за прикладом Христа, що вказує на євангельську думку Ісуса «зробити все добре» (Мк. 7:37).
Основою християнського життя, підкреслював Ескріва, є думка, що християни є дітьми Божими, ототоженими з життям і місією Христа. Іншими основними рисами Opus Dei (згідно з їх офіційною літературою) є: свобода, повага до вибору та особиста відповідальність; і благодійність, любов Божа насамперед і любов до інших.
Далі, Ескріва розумів «загальний заклик до святості», і що є два виміри, суб'єктивний та об'єктивний, згідно з Фернандо Окарісом, католицьким богословом і Прелатом в «Opus Dei» з 2017 року. Коли кожна людина може стати святою, незалежно від його місця в суспільстві. Мета — це те, що Ескріва називав християнським матеріалізмом: все творіння, навіть найбільш матеріальна, є місцем зустрічі з Богом і веде до з'єднання з Ним.

## Членство

Країни, в яких «Opus Dei» діяло у 1928—2009 роках

- у 2010 році — бл. 90 000[35]
- у 2016 р. — 92 667[1]

## Хронологія початку діяльності в країнах світу
- 1945 — Португалія;
- 1946 — Італія, Велика Британія;
- 1947 — Франція, Ірландія;
- 1949 — Мексика, США;
- 1950 — Чилі, Аргентина;
- 1951 — Колумбія, Венесуела;
- 1952 — Німеччина;
- 1953 — Гватемала, Перу;
- 1954 — Еквадор;
- 1956 — Уругвай, Швейцарія;
- 1957 — Бразилія, Австрія, Канада;
- 1958 — Японія, Кенія, Сальвадор;
- 1959 — Голландія, Коста-Рика;
- 1962 — Парагвай;
- 1963 — Австралія;
- 1964 — Філіппіни;
- 1965 — Бельгія, Нігерія;
- 1969 — Пуерто-Рико;
- 1978 — Болівія;
- 1980 — Заїр (Демократична Республіка Конго), Кот-д'Івуар, Гондурас;
- 1981 — Гонконг;
- 1982 — Сингапур, Тринідад-і-Тобаго;
- 1984 — Швеція;
- 1985 — Тайвань;
- 1987 — Фінляндія;
- 1988 — Камерун, Домініканська Республіка;
- 1989 — Макао, Нова Зеландія, Польща;
- 1990 — Угорщина, Чехія;
- 1992 — Нікарагуа;
- 1993 — Індія, Ізраїль;
- 1994 — Литва;
- 1996 — Естонія, Уганда, Панама, Словаччина, Ліван;
- 1997 — Казахстан;
- 1998 — Південно-Африканська Республіка;
- 2003 — Словенія, Хорватія;
- 2004 — Латвія;
- 2007 — Росія;
- 2009 — Румунія, Південна Корея, Індонезія[36]
- 2011 — Шрі-Ланка[37]

## Відомі керівники
| Nº | Ім'я                                | Титул                                                       | Період                            |
| -- | ----------------------------------- | ----------------------------------------------------------- | --------------------------------- |
| 1  | Святий Хосемарія Ескріва де Балаґер | Засновник «Опус Деі»                                        | 2 жовтня 1928 — 26 червня 1975    |
| 2  | Блаженний Альваро дель Портільо     | 1º Наступник святого Хосемарія 1º Єпископ прелат «Опус Деі» | 15 вересня 1975 — 23 березня 1994 |
| 3  | Монсеньор Хавьєр Ечєварія Родрігес  | 2º Наступник святого Хосемарія 2º Єпископ прелат «Опус Деі» | 20 квітня 1994 — 12 грудня 2016   |
| 4  | Монсеньор Фернандо Окаріс Бранья    | 3º Наступник святого Хосемарія 3º Прелат «Опус Деі»         | 23 січня 2017 — донині            |

## Відомі члени
- Рут Келлі
- Хуан Луїс Сіпріані Торн[en]
- Хуліан Еранс Касадо[en]
- Альберт Малькольм Ранжит Патабендіге Дон[en]
- Хосе Орасіо Гомес
- Пилип Жан-Шарль Журдан[en]
- Хуан Ігнасіо Лареа Холгуїн[en]
- Роберт Філіп Гансен [38]
- Сайлас (Код да Вінчі) – вигаданий персонаж

## Структура
- Священиче Товариство Святого Хреста (клірики);
- Партнери вірні «Опус Деі»;
- Асистенти (жіноче відділення);
- Співпрацівники «Опус Деі» (можуть бути і не християнами)[39].

## Навчальні заклади
- Папський університет Святого Хреста
- Університет Наварри
- Університет П'юра[en]
- Панамериканський інститут старшого керівництва бізнесом[es]
- Лексінгтонський коледж[en]
- Стратморський університет[en]
- Університет Азії та Тихого океану[en]
- Панамериканський університет[en]

## Храми
- Церква Святого Петра (Відень)
- Сент-Мері Зоря моря, Західний Мельбурн[en]
- Тореціядад[en]

## Практики

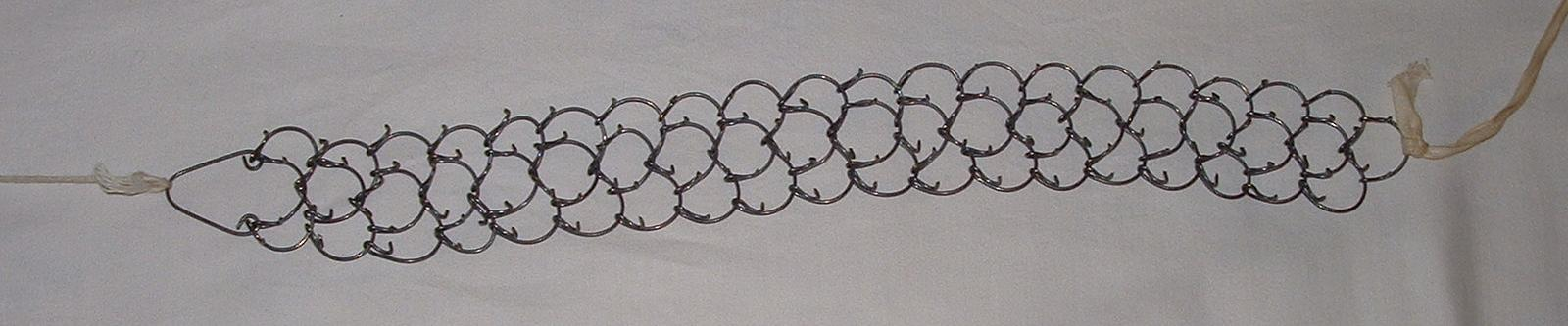
Металевий ланцюг з вістрями для власяниці

«Опус Деі» вважається бастіоном консерватизму та так званого інтегралізму в Католицькій церкві. Він відкидає надмірно ліберальне неправильне тлумачення Другого Ватиканського собору і дуже рішуче заохочує дотримання принципів суворого християнського життя. Великий акцент робиться на аскетизмі (дотримання посту), на подружній вірності та практиці регулярних молитов; священники й ченці повинні одягатися як належить їм.

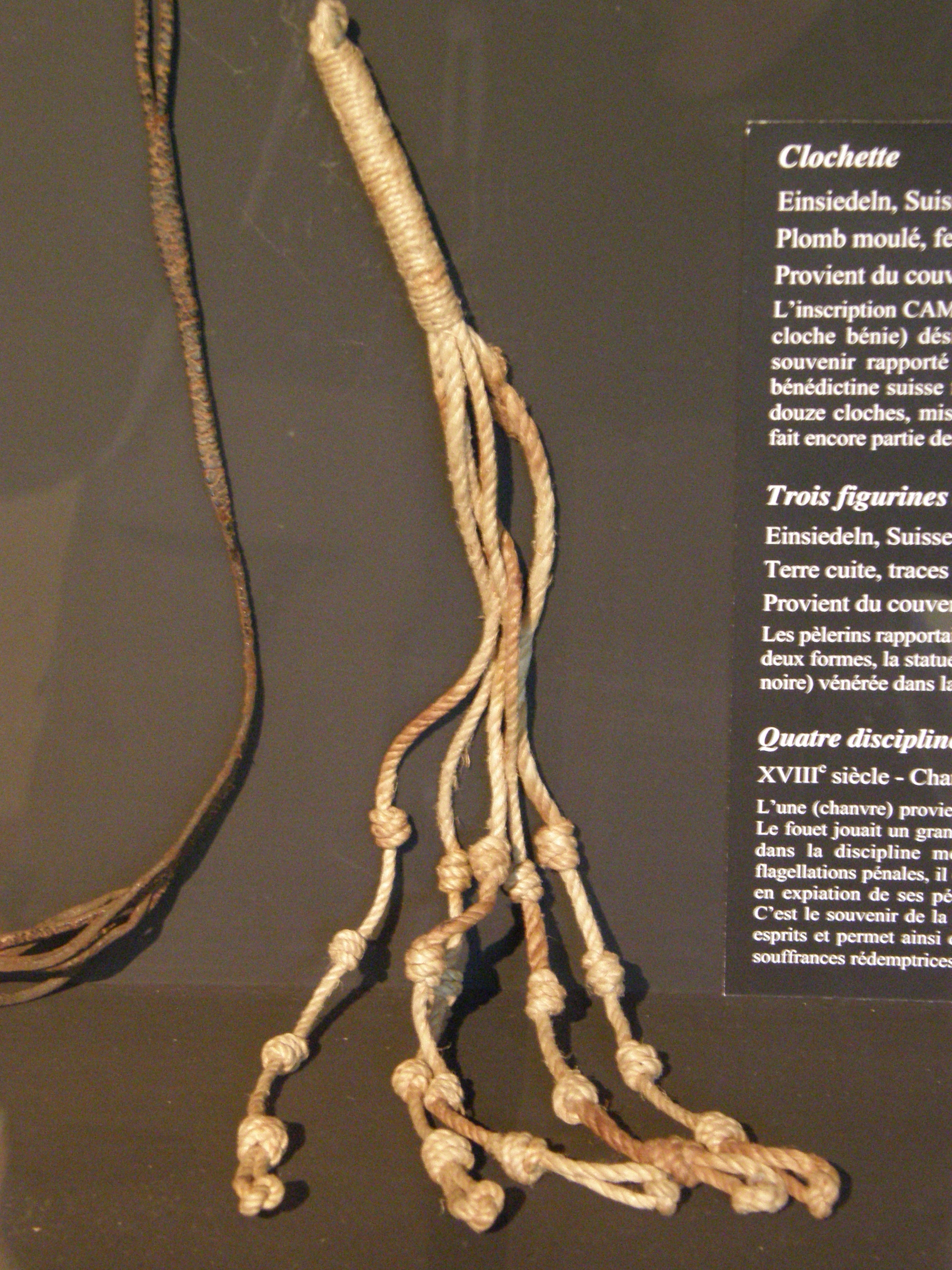
Засіб для самобичування

У практиці «Opus Dei» так званого «умертвіння тіла» (умертвіння) використовують власяницю з металевим ланцюжком, що має гострі краї «викликаючі дискомфорт“, щоб допомогти цим упокорити егоїзм і зміцнити любов до Бога та ближніх. Як правило такий металевий ланцюг використовується, щоби навчитися контролювати біль й упокорення; для чого також може використовуватися самобичування, виконання епітимії (див. ілюстрацію).

## Критика
До критиків «Opus Dei» увійшов Маріа дель Кармен Тапіа, колишній член, який вже багато років був високопоставленим офіцером Opus Dei, ліберальний католицький богослов як напр. о. Джеймс Мартін, письменник і редактор єзуїтів та прихильник «теології визволення» як напр. журналістка Пенні Лерну і Майкл Уолш письменник з релігійних питань та колишній єзуїт.
Критики стверджують, що «Opus Dei» є «надзвичайно закритою» організацією — наприклад, члени загалом не розголошують публічно інформацію про свою приналежність до «Opus Dei». Крім того, згідно конституції 1950 року, членам було чітко заборонено розкривати себе без дозволу їх начальства. Ця практика призвела до численних спекуляцій щодо того, хто може бути членом. Через свою секретність, журнал «Єзуїтська Америка» називав цю організацію „найбільш суперечлива група сьогодні в Католицькій церкві».
«Опус Деі» звинувачували в оманливих та агресивних методах набору персоналу, вплив на потенційних учасників з інтенсивною увагою (застосування „любовного бомбардування“) та наказування чисельним особам формувати дружні стосунки, відвідувати соціальні збори безпосередньо для рекрутингу.
Критики стверджують, що «Opus Dei» підтримує надзвичайно високий ступінь контролю над своїми членами, наприклад, колишні правила вимагали від численних членів подавати свою вхідну та вихідну пошту своїм начальникам для перевірки, і членам забороняється читати певні книги без дозволу своїх начальників. Незважаючи на скасування Другим Ватиканським Собором Індексу книг, заборонених у Католицькій Церкві, члени організації досі не мають права читати ці книги без спеціального дозволу. Це твори Канта, Брехта, Гегеля та інші. Засновник  «Opus Dei» Ескріва вважав їх брудом.Критики стверджують, що «Opus Dei» тисне на членів з метою розірвання контактів з тими, хто не є членами, включаючи їх сім'ї. Консультант з виїзду Девід Кларк описав «Opus Dei» як «дуже культову» організацію.
Критики стверджують, що Ескріва та ним створена організація підтримали радикальні праві уряди, такі, як Франко, Августо Піночета і Альберто Фухіморі в 1990-х роках. Відомі члени «Opus Dei» в партіях виступали проти урядів. Крім того, серед членів «Opus Dei» були також шахраї, такі як Антоніо Фонтан. Є також твердження, що Ескріва висловлював симпатію до Адольфа Гітлера. Один із колишніх священиків «Opus Dei Володимир Фельзман став критиком «Opus Dei», і казав що Ескріва одного разу зауважив, що Гітлер «погано ставився до світу», і він також заявив, що «Гітлер не міг бути такою поганою людиною», не міг вбити шість мільйонів [євреїв]».
«Опус Деі» також звинувачували в елітизмі через націлювання на «інтелектуальну еліту, на заможних та на соціально видатних».
Членами «Opus Dei» є католиками, і «Opus Dei» піддавався критиці, яка була спрямована на католицизм взагалі. Наприклад, позиція «Опус Деі» полягає в тому, «щоб протидіяти сексуальним свободам та сприяти консервативній моралі», — йдеться у звіті про розслідування, зроблене адвокатською групою «Католики за вибір». У доповіді також наведено дослідження соціолога Марко Бургоса про те, що втручання «Опус Деі» в програми сексуального розвитку в Гондурасі суперечать католицькій вірі.
Після проведення критичного дослідження щодо «Opus Dei» журналіст Джон Л. Ален, прийшов до висновку, що «Opus Dei» (1) повинен бути більш прозорою організацією, (2) має співпрацювати з членами релігійних інститутів і (3) заохотити своїх членів винести на публіку свою критику цієї інституції.

## Цікаві факти
Opus Dei опинилася в центрі уваги після публікації роману Дена Брауна «Код да Вінчі», в якому товариство зображене, як організація маніяків-убивць.
Один з найвідоміших і найуспішніших шпигунів СРСР, а потім і росії, американець Роберт Ганссен був членом «Опус Деі».

### Сайти підтримкиОпус Деі
- - The Vatican on Opus Dei and Josemaria Escriva [Архівовано 28 травня 2018 у Wayback Machine.]
  - EWTN page on Opus Dei [Архівовано 14 травня 2011 у Wayback Machine.]
  - Opus Dei Blogs — central hub of internet sources
  - page on Opus Dei with forum [Архівовано 8 березня 2022 у Wayback Machine.]

### Сайти критиківОпус Деі
- - Opus Dei Awareness Network [Архівовано 22 квітня 2018 у Wayback Machine.] — by ex-members and family
  - OpusLibros.org [Архівовано 29 квітня 2022 у Wayback Machine.] (Spanish) — by ex-members
  - Opus Dei in the United States — by Father James Martin, S.J.